# Young & Rubicam

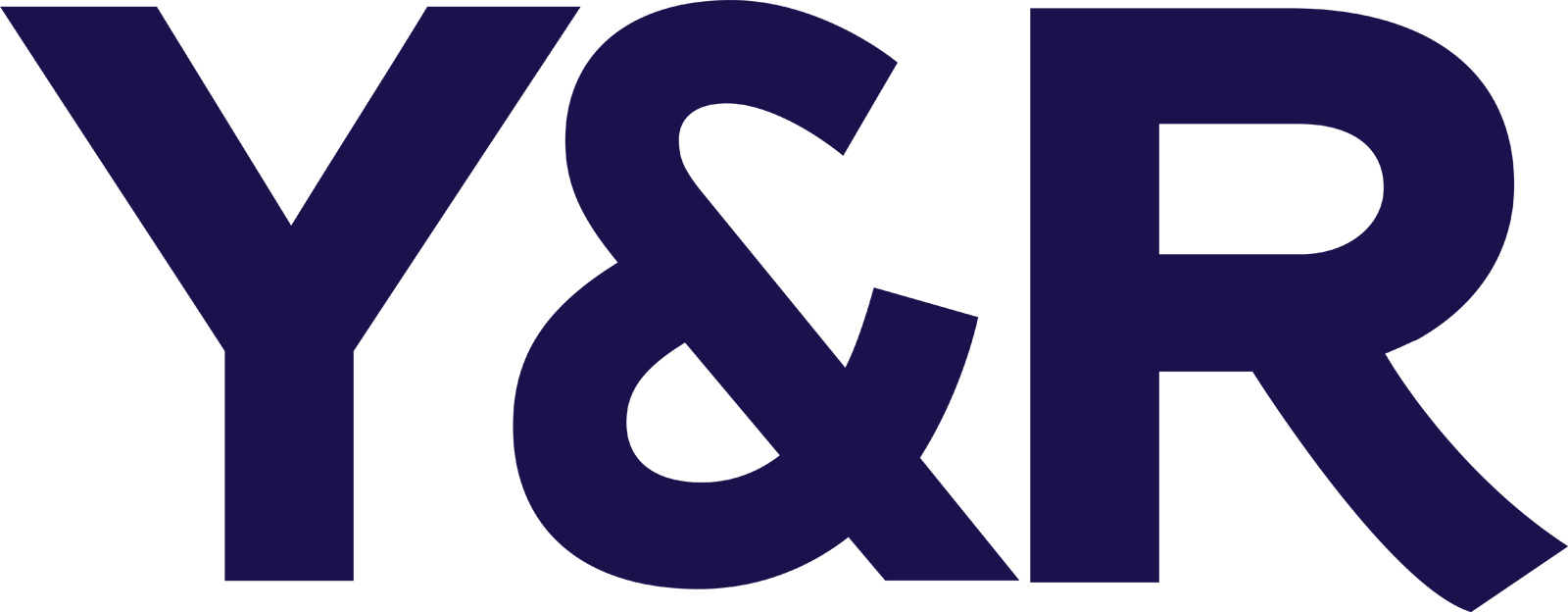

Young & Rubicam é uma agência de publicidade e propaganda.

## Grupo Newcomm
Fundado em 1998 por Roberto Justus, o Grupo Newcomm tornou-se sócio, em 2004, do WPP, maior conglomerado global de comunicação. Em 2011, Marcos Quintela também passou a fazer parte da sociedade. Além da Y&R, a holding Newcomm reúne as agências Grey Brasil, Wunderman, VML, Red Fuse e a empresa Ação Premedia e Tecnologia. Atualmente, Roberto Justus exerce o cargo de Chairman e Marcos Quintela é o Presidente do Grupo.

## Principais Executivos
David Laloum (Presidente): o francês assumiu, em 2006 a diretoria de Planejamento da agência Y&R – agência do Grupo Newcomm, líder de mercado no Brasil há 11 anos, segundo o instituto Ibope Monitor. Em 2010, tornou-se vice-presidente de Planejamento e, no início de 2012, foi promovido a COO, passando a compartilhar a gestão da agência com Marcos Quintela. Antes de chegar ao Brasil, o executivo atuou como COO da Wunderman França durante três anos. Também passou pela agência de internet Orange Art, pela TBWA Paris e pela Wunderman Nova York. Graduado pelo IEA – Institut Européen des Affaires (European Business School) – de Paris, o profissional acumula experiências no mercado de luxo e já desenvolveu projetos para Chanel, Jaguar, Land Rover, Club Med, L’Oreal e Tag Heuer. Entre as conquistas da equipe de Planejamento comandada por Laloum estão dois Effie Awards (prêmio promovido pela American Marketing Association, AMA NY, em parceria com o Grupo M&M) e uma prata no prêmio de planejamento e estratégia mais importante do mundo, o Jay Chiat Strategic Excellence Awards. Como COO, David Laloum liderou o processo de integração da Criação com as demais áreas da Y&R – o que já levou a agência a conquistar 35 Leões no Festival de Cannes em apenas cinco anos e a se tornar uma das agências brasileiras com melhor desempenho no evento. Desde o início de 2016, David Laloum é o presidente da Y&R.

## BAV (Brand Asset Valuator)
O BAV – Brand Asset Valuator – é uma ferramenta exclusiva da Y&R, considerada a maior base de dados sobre marcas do mundo, com o “mapa” da evolução de 20.000 marcas, 1.500 delas no Brasil, em 140 categorias diferentes. Desenvolvido desde a década de 80 – no Brasil em 1997 – e atualizado a cada dois anos, o estudo orienta estratégias de gestão de marca, sinalizando para as empresas qual o caminho adequado para construir e identificar as marcas mais saudáveis e valiosas.
Com investimento de mais de US$ 1 milhão a cada ano e em cada escritório da Y&R, o BAV é utilizado pelas agências Y&R em 48 países, consolidando periodicamente, por meio de pesquisa de campo, a percepção de valor/atributos de marca de 350 mil consumidores em todo o mundo.

## Prêmios
A Y&R conquistou 35 Leões no Festival Internacional de Criatividade de Cannes em apenas cinco anos: foram quatro pratas e dois bronzes em 2015, três pratas e cinco bronzes em 2014, cinco pratas e três bronzes em 2013, uma prata e oito bronzes em 2012 e quatro de bronze em 2011. A agência também coleciona outros prêmios importantes em eventos como Clio Awards, New York Festivals, Andy Awards, Wave Festival, Festival do CCSP, Jay Chiat Awards, London International Awards, El Ojo Iberoamérica e Colunistas, além do anuário D&AD.